# The War Illustrated (1939)
Pour le magazine de même nom publié pendant la Première Guerre mondiale, voir The War Illustrated (1914).
The War Illustrated est un magazine britannique publié pendant la Seconde Guerre mondiale et traitant de l'actualité autour de celle-ci en mettant en valeur des illustrations et photographies des évènements.
Il reprend le nom et le principe du précédent magazine publié durant la Première Guerre mondiale, est toujours publié chez Amalgamated Press et est également édité par John Alexander Hammerton.
Bien que celui-ci soit un nouveau titre avec sa propre numérotation, les deux magazines sont parfois considérés comme une seule publication.

## Le magazine
Le premier numéro est publié le 16 septembre 1939 et la parution sera hebdomadaire jusqu'au 104e numéro. À partir de septembre 1941, il paraîtra les 10, 20 et 30 du mois jusqu'en mars 1942 où il deviendra ensuite bihebdomadaire en sortant un vendredi sur deux.
La publication se prolongera jusqu'après la fin de la guerre, le 255e et dernier numéro étant publié le 11 avril 1947.
À partir du numéro 92 (6 juin 1941), le magazine ne comporte plus de pages de couvertures et commence directement par la page de titre.

## Réédition reliée
Une réédition reliée en dix volumes est publiée en 2000 par Trident Press International avec le sous-titre « Complete Record of the Conflict by Land and Sea and in the Air » et le titre de couverture « The Second World War – An Illustrated History of WWII ».
Cette édition ne comporte pas les quatre pages de couvertures présentes sur les 91 premiers numéros.

## Galerie

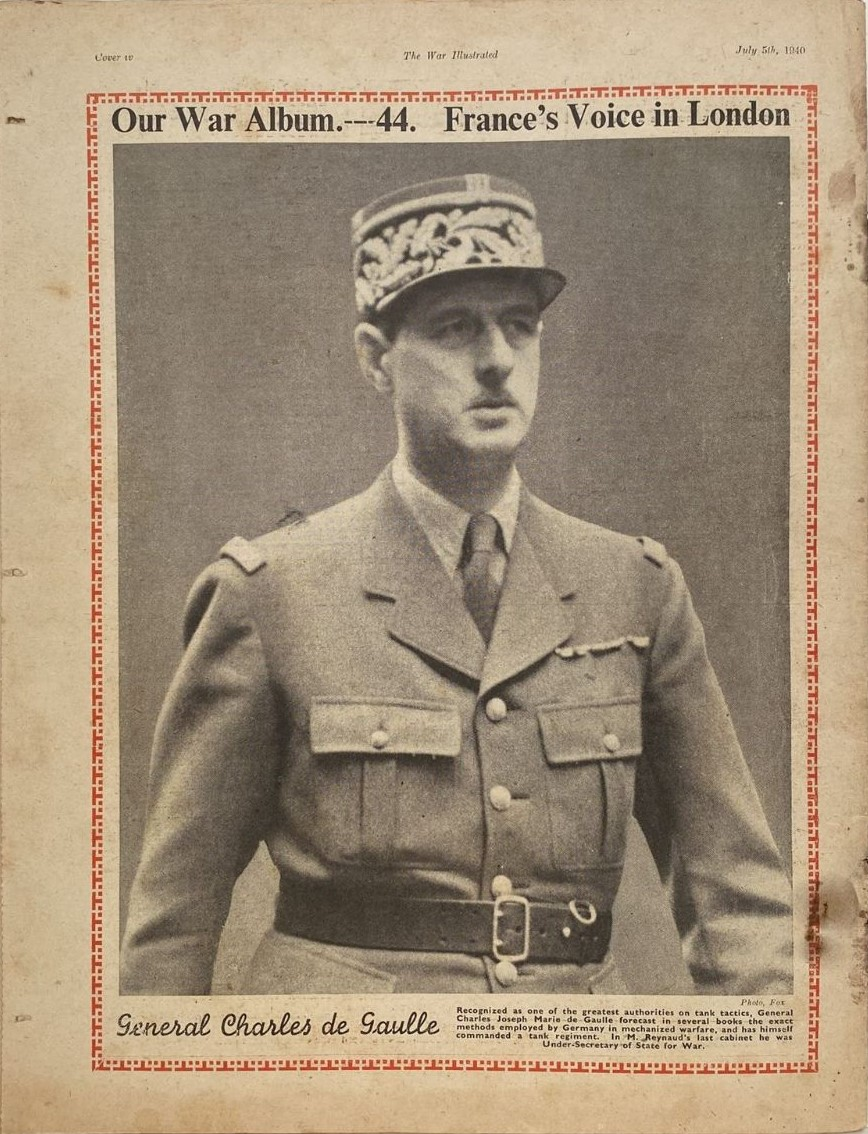
Portrait du général de Gaulle, dernier de la série « Our War Album » présentée en quatrième de couverture des 44 premiers numéros.
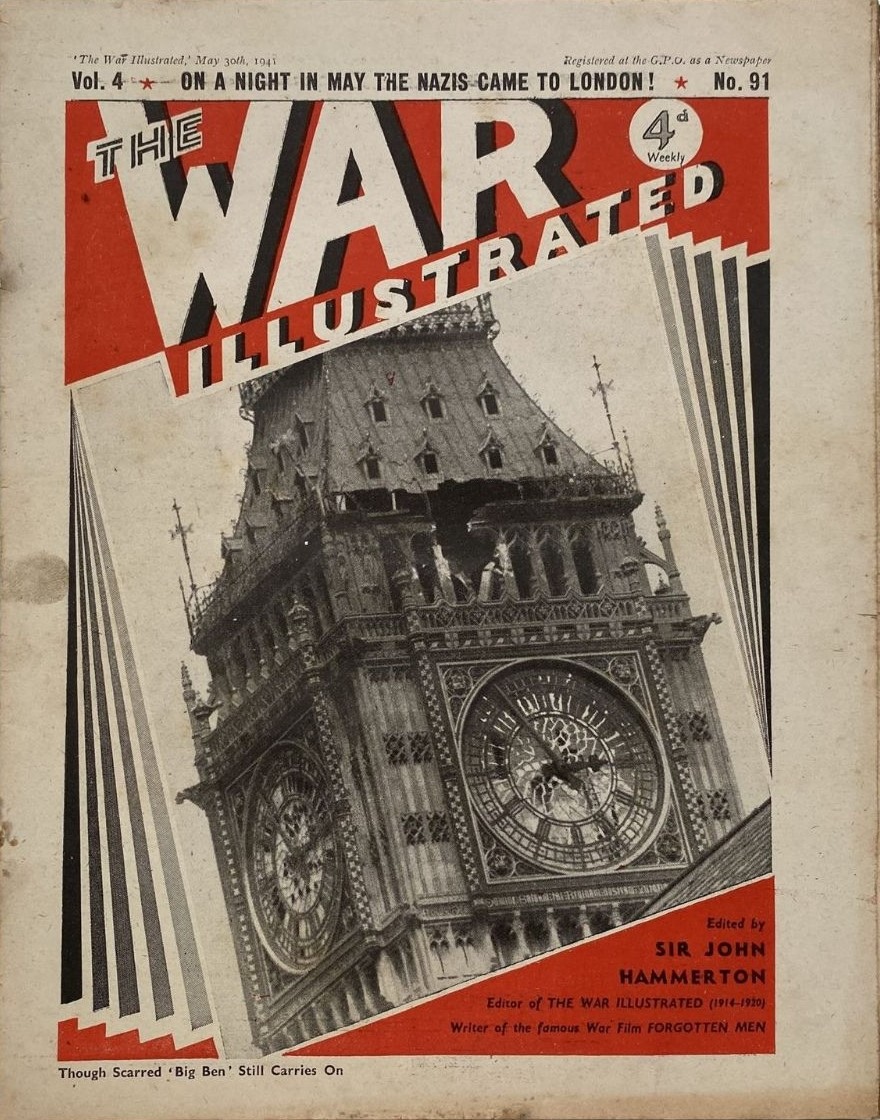
Couverture du no 91, dernier à présenter une véritable couverture. La photographie montre les dégâts sur Big Ben à la suite d'un bombardement le 10 mai 1941.
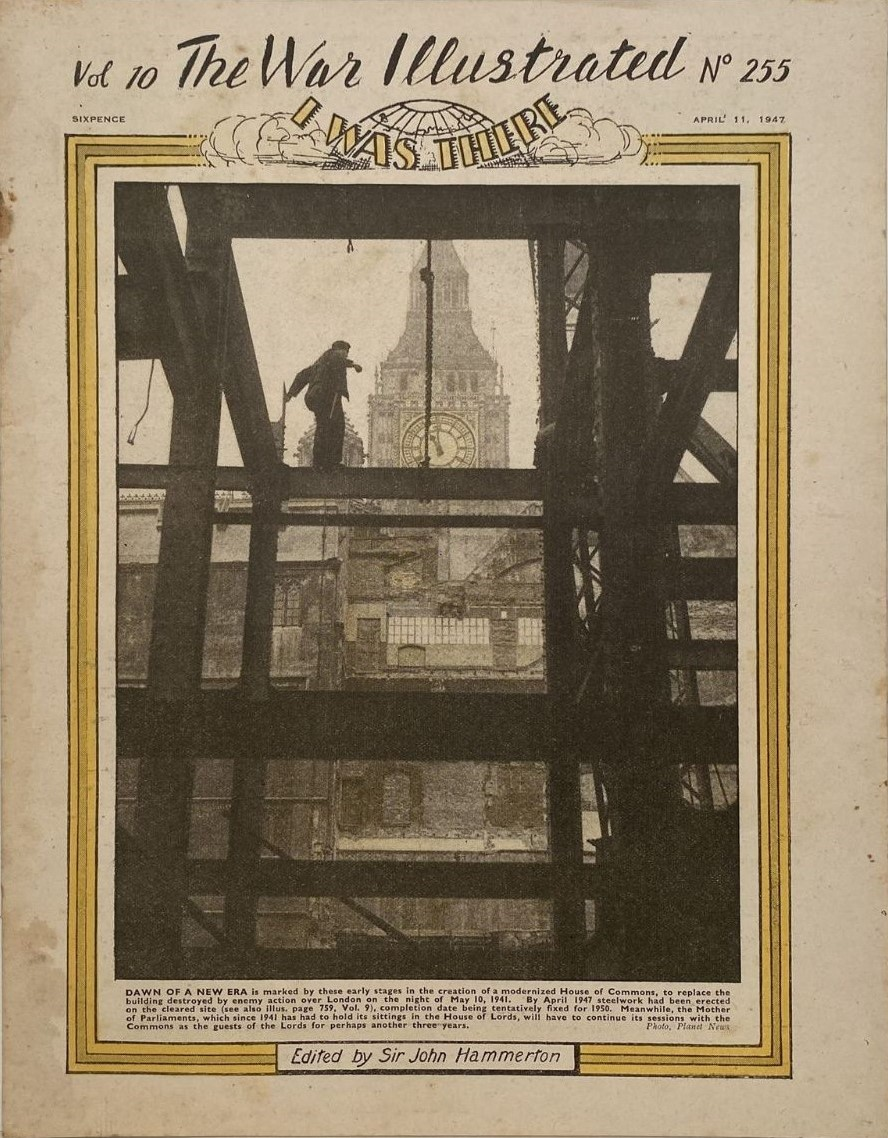
Couverture et page de titre du 255e et dernier numéro publié le 11 avril 1947.